# Gnaphalium crispatulum
Gnaphalium crispatulum Delile – gatunek rośliny należący do rodziny astrowatych (Compositae Gis.). Występuje endemicznie w Egipcie.

## Morfologia
ŁodygaRozgałęziona.
LiścieWąskie, zakończone ostrym wierzchołkiem. Ogonek liściowy jest krótki.

## Rozmieszczenie geograficzne
Rośnie naturalnie w dolinie Nilu oraz w jego delcie.

## Biologia i ekologia
Roślina jednoroczna. Naturalnymi siedliskami są wilgotne gleby na brzegach Nilu, jego odnóg i kanałów.

## Ochrona
Nie ma wystarczającej ilości dostępnych informacji, aby ocenić stan zagrożenia tego gatunku. Jest wymieniony jako niewystarczających danych. W Czerwonej księdze gatunków zagrożonych został zaliczony do kategorii DD – o nieokreślonym stopniu zagrożenia, wymagającym dokładniejszych danych. W związku z tym potrzebne są dalsze badania dotyczące populacji tego gatunku, jego zakresu, zagrożeń oraz potencjalnych środków ochrony.